# Mont Douglas
Le mont Douglas (en anglais : Mount Douglas) est un sommet américain dans le borough de la péninsule de Kenai, en Alaska. Il culmine à 2 135 mètres d'altitude dans la chaîne aléoutienne. Il est protégé au sein des parc national et réserve de Katmai.